# Баходур Усмонов
Баходур Усмонов (21 грудня 1997) — таджицький боксер, призер чемпіонату світу, чемпіон Азії.

## Аматорська кар'єра
2019 року став чемпіоном Азії, здолавши у фіналі Обада Аль-Касбеха (Йорданія).
На чемпіонаті Азії 2021 завоював бронзову медаль, програвши у півфіналі Шива Тапа (Індія).
На Олімпійських іграх 2020, які пройшли у липні—серпні 2021 року, переміг Леонеля де лос Сантоса (Домініканська Республіка) і програв Ельнуру Абдураїмову (Узбекистан).
На чемпіонаті світу 2021 програв у другому бою.
На чемпіонаті Азії 2022 переміг двох суперників і програв у півфіналі Шива Тапа (Індія), вдруге отримавши бронзову медаль.
На Азійських іграх 2022 програв у першому бою.
На чемпіонаті світу 2023 завоював бронзову медаль.
- В 1/32 фіналу переміг Алекса Ісенді (Танзанія) — 5-0
- В 1/16 фіналу переміг Обада Аль-Касбеха (Йорданія) — 3-0
- В 1/8 фіналу пройшов Абдельхака Надіра (Марокко)
- У чвертьфіналі переміг Кунатіпа Піднуча (Таїланд) — 5-0
- У півфіналі програв Баатарсухийн Чинзоріг (Монголія) — 1-4

На Олімпійських іграх 2024 програв в першому бою Радославу Росенову (Болгарія).